# عادل أحمد
عادل أحمد لاعب كرة قدم قطري. من اصول صوماليه 
لعب سابقاً لأندية السد والأهلي ولخويا والوكرة والغرافة و الخور و البدع و الشمال.

## انجازاته
1. المشاركة مع فريق لخويا في دوري أبطال أسيا لأول مرة في ثاني موسم له بعد الصعود للدوري.
2. بطولة كاس ولي العهد مرة مع فريق لخويا 2012-2013

## روابط خارجية
- عادل أحمد على موقع قاعدة بيانات كرة القدم.إي يو (الإنجليزية)
- عادل أحمد على موقع Soccerway.com (الإنجليزية)